# Історія Гаяни
Документована історія Гаяни починається з 1499 року, коли Алонсо де Охеда прибув в устя річки Ессекібо з Іспанії. Спочатку населена племенами араваків і карибів, територія Гаяни формувалася за участю багатьох націй і етнічних груп, а також під впливом колоніальної політики Іспанії, Франції, Голландії та Великої Британії. 26 травня 1966 року Гаяна здобула незалежність від Великої Британії.

## Доколоніальний період
Перші люди проникли на територію Гаяни з Центральної Америки близько 35000 років тому. Це були нащадки вихідців з Азії, що розселялися по американських континентах з півночі на південь. Хоча на інших територіях Північної і Південної Америки незабаром виникли могутні цивілізації, індіанська спільнота в Гаяні залишалася відносно примітивною. До моменту відкриття Америки Христофором Колумбом на території Гаяни населення поділялося на дві великі групи: араваки, які жили на узбережжі, і кариби, які займали внутрішні простори. У спадок від корінних жителів дісталося саме слово «Гаяна», що означало регіон, що включав сучасні Гаяну, Суринам (колишня Голландська Гвіана) та Французьку Гвіану. Значення цього слова — «земля води» — вказує на численні водні потоки, що перетинають територію.
За припущенням вчених, араваки і кариби прийшли в Гаяну з півдня, з саван басейну Оріноко, після чого продовжили розселення на Карибські острови. Араваки, які були землеробами, мисливцями та рибалками, першими опинилися на островах. Але їх спокійне існування було порушено з приходом з глибини материка войовничих карибів. Вторгнення карибів та їх насильницьке просування на північ досі є приводом для дискусій. До кінця XV століття кариби замінили собою аравакське населення Малих Антильських островів. Їх поселення також впливали на розвиток Гаяни. Іспанські мандрівники і поселенці, які прийшли після Колумба, з більшою легкістю підкорювали араваків ніж карибів, які запекло боролися за свободу. Цей жорстокий опір разом з браком на Малих Антильських островах золота зумовили колонізацію іспанцями насамперед Великих Антильських островів і материка. Щодо Малих Антильських островів і Гаяни іспанці зробили лише боязкі спроби підпорядкування (можливим виключенням може вважатися лише Тринідад).

## Колоніальна Гаяна

Карта, створена близько 1649 року, що зображає регіон Гвіани. Територію, на яку претендувала Іспанія, показано червоним кольором на заході, Голландська Гвіана виділена жовтим і португальські території — червоним кольором на південному сході. Також показане міфічне озеро Parime.

### Рання колонізація

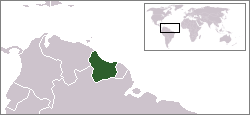
Карта Голландської Гвіани 1667—1814.

Перші європейські поселення на території Гаяни заснували голландці. Нідерланди здобули незалежність від Іспанії наприкінці XVI століття і на початку XVII століття стали однією з головних комерційних держав, які торгували з англійськими і французькими колоніями на Малих Антильських островах. 1616 року з'явилося перше голландське поселення в Гаяні — факторія на 25 км вгору від гирла річки Ессекібо. Незабаром з'явилися й інші поселення, як правило, на великих річках за декілька кілометрів від узбережжя. Початковим завданням цих поселень була торгівля з місцевим населенням, але незабаром голландці змінили мету і стали брати під контроль території, як і інші європейські держави в цьому регіоні. Хоча Гаяну вважала своєю Іспанія і періодично надсилала загони, голландці отримали над нею контроль на початку XVII століття. 1648 року суверенітет голландців був офіційно підтверджений за Мюнстерським мирним договором.
У 1621 році уряд Нідерландів передав щойно сформованій Голландській Вест-Індійській компанії повний контроль над факторією на річці Ессекібо. Компанія управляла новою колонією, що отримала назву Ессекібо понад 170 років. Іншу колонію Голландська Вест-Індійська компанія заснувала на річці Бербіс. Хоча обидві колонії підпорядковувалися одній комерційній групі, Бербіс користувався внутрішнім самоврядуванням. У 1741 році між Ессекібо і Бербісом з'явилося поселення Демерара, яке в 1773 році було перетворене в окрему колонію, що знаходиться за прямим управлінням Голландської Вест-Індійської компанії.
Хоча голландські колонізатори спочатку були орієнтовані на торгівлю в Карибському регіоні, незабаром їх основною метою стало виробництво зернових. Все зростаюча важливість сільського господарства характеризується показниками експорту: в 1623 році Ессекібо поставила 15 тонн тютюну. Із збільшенням сільськогосподарських площ в колоніях виявилася нестача робочої сили. Корінне населення було погано пристосоване до роботи на плантаціях, крім того, індіанці масово вимирали від хвороб, завезених європейцями. Внаслідок цього Голландська Вест-Індійська компанія вдалася до завезення африканських рабів, які швидко стали ключовим елементом місцевої економіки. До 1660 року кількість рабів становило 2500 осіб; корінне населення оцінювалося в 50000, при цьому більшість пішло вглиб материка. Попри важливість для економіки, умови праці рабів були суворими. Смертність серед них досягала високої величини, а важкі умови життя призводили до повстань.
Найвідоміше повстання рабів, Бербіське, почалося в лютому 1763 року. На двох плантаціях на річці Каньє в Бербісі раби кинули роботу і захопили контроль над регіоном. Плантація за плантацією приєднувалися до повсталих, європейці в паніці бігли. Від колишнього білого населення залишилася лише половина. Ведені Кафі, що став згодом національним героєм Гаяни, африканські борці за свободу зібрали в свою армію близько 3000 осіб і стали загрожувати європейському пануванню в колонії. Проти них були кинуті війська сусідніх французької і британської колоній і підкріплення з Європи, які придушили виступи.

### Перехід під британське правління
Бажаючи залучити більше поселенців, у 1746 році голландська адміністрація дозволила селитися біля річки Демерара іммігрантам з Великої Британії. Британські плантатори на Малих Антильських островах страждали від виснаження ґрунту і багато хто переселилися в голландські колонії, які пропонували родючі землі і обіцяли право власності на ділянки. Приплив британців був настільки великий, що в 1760 році вони становили більшість населення Демерари. 1786 року внутрішні справи колонії перейшли під британський контроль.
Прискорення економічного розвитку Демерари і Ессекібо призвело до зростання суперечностей між британськими плантаторами і Голландською Вест-Індійською компанією. Адміністративна реформа 1770-х років різко збільшила витрати на управління. Компанія періодично підвищувала податки, щоб покрити зростання потреб, і тим самим провокувала невдоволення плантаторів. 1781 року між Британією та Нідерландами почалася війна, внаслідок якої британські війська окупували Бербіс, Ессекібо і Демерару. Через кілька місяців Франція, яка уклала союз з Голландією, взяла території під свій контроль. Французька адміністрація керувала колоніями протягом двох років, за які побудувала нове місто, Лоншампс, в гирлі річки Демерара. Коли голландці повернули собі території в 1784 році, вони перенесли колоніальну столицю в це місто, перейменувавши його в Стабрук. 1812 року місто, яке стало британським, отримало назву Джорджтаун.
Повернення голландської адміністрації знову розпалило конфлікт між плантаторами Ессекібо і Демерари з одного боку, і Голландською Вест-Індійською компанією з іншого. Стривожені планами збільшення податку на рабів і зменшенням представництва в судових і політичних радах, колоністи звернулися зі своїми потребами до нідерландського уряду. У відповідь було сформовано спеціальний комітет, який почав розробку плану перетворень. Цей документ, спрямований на конституційну реформу, став основою структури управління, пізніше використаної британцями. За планом органом, що приймає рішення, повинен був стати Політичний суд. Судова влада здійснювалася через два окремих суди: для Демерари і для Ессекібо. В обидва органи входили офіційні представники Голландської Вест-Індійської компанії і представники плантаторів, які мають більше ніж 25 рабів. Голландська комісія, якій доручили ввести в дію нову систему, повернулася в Нідерланди з вкрай несхвальними відгуками щодо Голландської Вест-Індійської компанії. В результаті в 1792 році права компанії на управління територією були визнані закінченими і новий план вступив у дію в Демерарі і Ессекібо. Перейменована в Об'єднану колонію Демерари і Ессекібо[джерело?], територія перейшла в пряме підпорядкування голландському уряду. Бербіс зберіг статус незалежної колонії.
Каталізатором формального переходу Гаяни під британське управління стала Французька революція і наступні за нею Наполеонівські війни. 1795 року Франція окупувала Нідерланди. Велика Британія оголосила Франції війну і в 1796 році направила експедиційні сили з Барбадосу в голландські колонії. Вторгнення британців пройшло безкровно і місцеве управління практично не було порушено, залишившись в рамках раніше реалізованого плану.
Бербіс і Об'єднана колонія Демерари і Ессекібо перебували під британським управлінням з 1796 по 1802 роки. Відповідно до Ам'єнського мирного договору всі вони були повернуті голландцям. Але мир виявився недовгим, всього через рік війна між Францією і Британією відновилася. 1803 року британські війська знову зайняли Об'єднану колонію і Бербіс. 1814 року за Англо-голландською конвенцією 1814 року обидві колонії були формально передані Великій Британії. 1831 року Бербіс і Об'єднана колонія Демерари і Ессекібо були об'єднані в одну Британську Гвіану. Новостворена колонія залишалася під британським управлінням до 1966 року, коли було проголошено незалежну державу Гаяна.

### Витоки територіального спору з Венесуелою

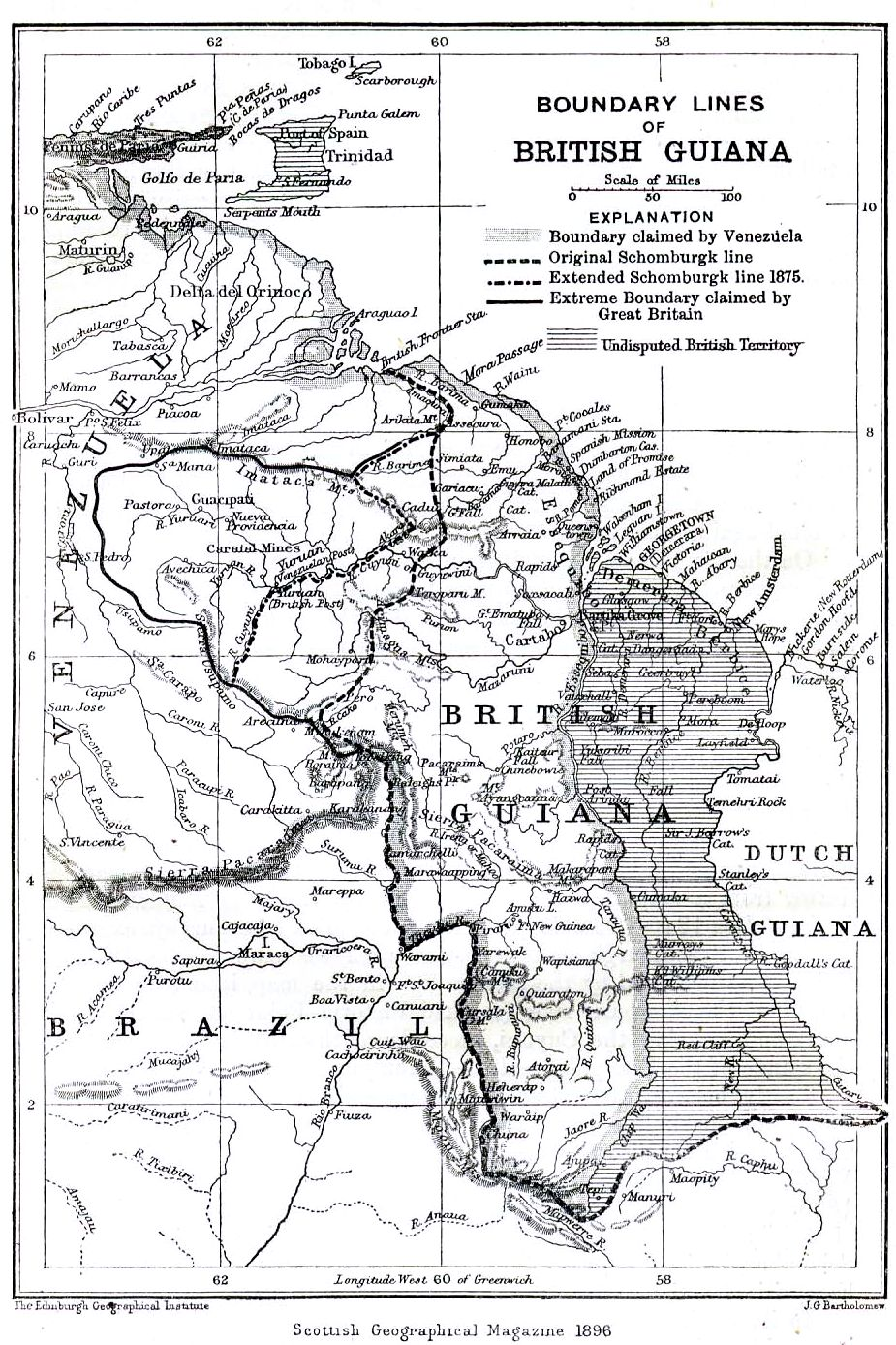
Спірні території на захід від річки Ессекібо (карта 1896 року)

Коли Британія в 1814 році формально отримала контроль над територією Гаяни, вона виявилася залучена в одну з найтриваліших територіальних суперечок в Південній Америці. За Лондонською конвенцією 1814 року голландці передавали управління Бербісом і Об'єднаною колонією Демерари і Ессекібо британцям. Західною межею цієї території була річка Ессекібо, за якою починалася Венесуела — іспанські володіння. Хоча Іспанія, як і раніше претендувала на регіон, вони не стали заперечувати договір, оскільки були зайняті в протистоянні з борцями за незалежність власних колоній. 1835 року британський уряд звернулося до німецького дослідника Роберта Германа Шомбурга з проханням скласти карту Британської Гвіани і визначити її межі. За вказівкою британської адміністрації, Шомбург почав проводити західний кордон Британської Гвіани з Венесуелою від гирла Оріноко, хоча всі венесуельські карти того часу позначали східним кордоном країни річку Ессекібо. Карта Шомбурга була опублікована в 1840 році. Венесуела заявила протест, претендуючи на території на захід від Ессекібо. Відбулися переговори між Великою Британією і Венесуелою про кордон, але компроміс не був знайдений. 1850 року було укладено угоду, за якою обидві країни відмовлялися від окупації спірної території.
Виявлення наприкінці 1850-х років на спірних землях золотих родовищ знову розпалило колишній спір. У район висунулися британські колоністи, а для розробки родовищ була створена British Guiana Mining Company. Кілька років Венесуела направляла повторні протести проти подібної діяльності і пропонувала звернутися до арбітражу, але британський уряд зацікавленості не виявляв. Зрештою, в 1887 році Венесуела розірвала дипломатичні відносини з Великою Британією і звернулася по допомогу до Сполучених Штатів. Спершу британці відкинули пропозицію США виступити в якості арбітра, але президент Гровер Клівленд пригрозив втрутитися в диспут у відповідності з Доктриною Монро, після чого Велика Британія погодилася вдатися до допомоги міжнародного арбітражу в 1897 році.
Протягом двох років арбітражний трибунал, в який увійшли двоє британців, двоє американців і росіянин, Федір Федорович Мартенс, одноголосно обраний головою, вивчав справу і вислуховував аргументи сторін. 1899 року трьома голосами проти двох було прийнято рішення: 94 % спірної території відходила Британській Гвіані, решта, включаючи стратегічно важливе гирло Оріноко, — Венесуелі. Венесуела не була задоволена таким рішенням, однак у 1905 році новий кордон було затверджено. Наступні півстоліття спір вважався вирішеним.

### Проблема робочої сили

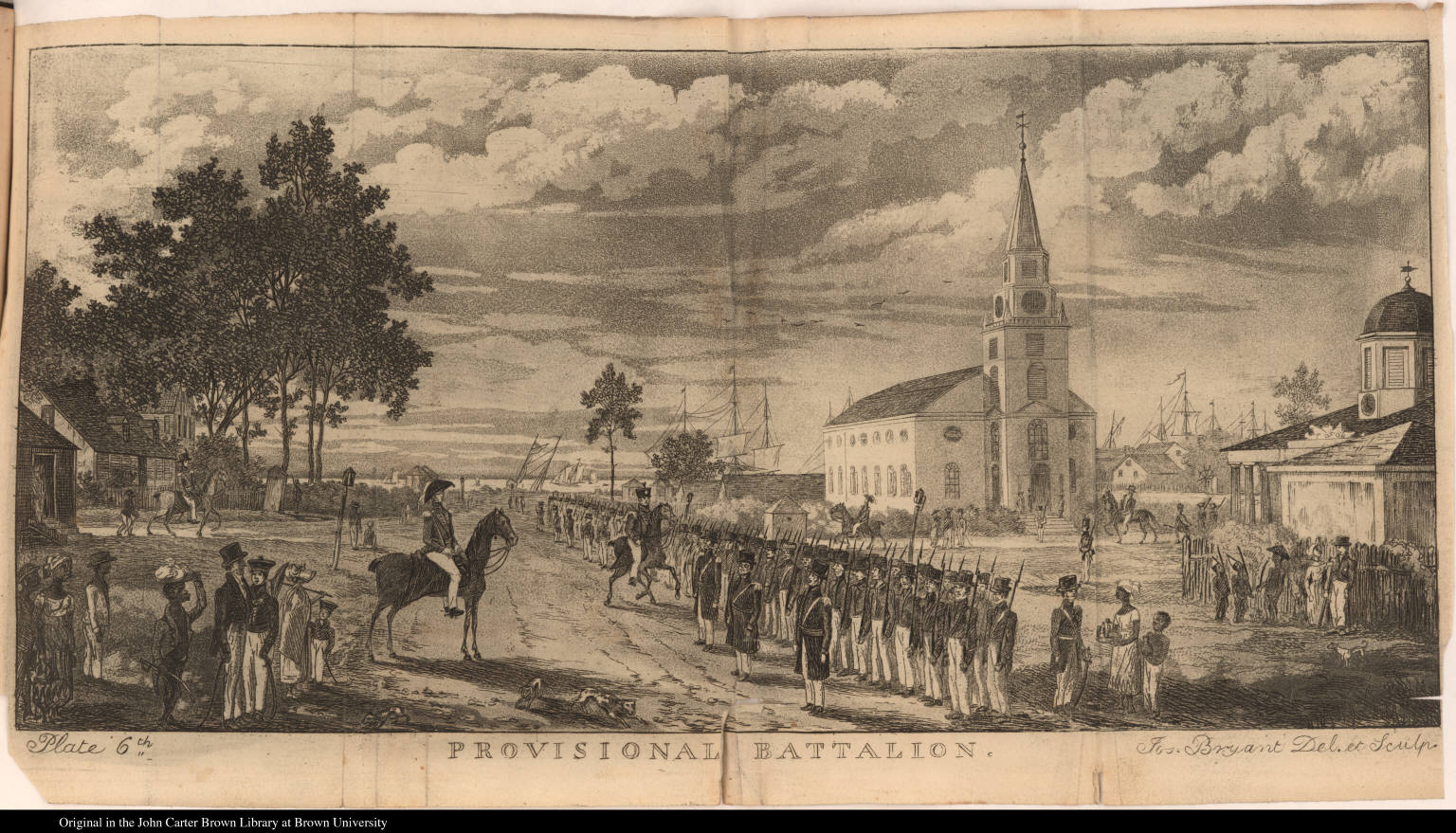
Джрджтаун у 1823 р.

У політичному, економічному та соціальному житті Гаяни XIX століття домінували європейські плантатори. Хоча їх частка в населенні була найменшою, влада плантаторів підтримувалася за рахунок спільних комерційних інтересів з Лондоном і часто підкріплювалася довірчими відносинами з губернаторами, який призначався британським монархом. Плантатори також контролювали експорт та умови праці більшої частини населення. Наступною стратою населення були звільнені раби, багато з яких мали змішане африкано-європейське походження, і невелике число португальських торговців. Внизу суспільства перебувала більшість населення — негри-раби, що жили і працювали на плантаціях. За межами колоніального суспільства виявилися індіанці, що населяли внутрішні області.
Життя колонії радикально змінилося після скасування рабства. Хоча работоргівля в Британській Імперії була скасована в 1807 році, рабовласництво залишилося. Під час Демерарського повстання 1823 року проти експлуататорів виступило від 10 до 13 тисяч рабів. Попри те, що бунт був легко придушений, вимога повного скасування рабства залишилося на порядку денному, і до 1838 року воно відбулося. Кінець рабовласництва мав декілька наслідків. Найбільш значущим став негайний відхід з плантацій колишніх рабів, які переселилися в міста і села, відмовившись від польових робіт, що не відповідали їхньому розумінню свободи. Деякі африканці змогли об'єднати зусилля і викупити землі колишніх господарів, заснувавши власні поселення. Їх поява забезпечила афро-гаянську спільноту можливістю зростання та торгівлі продуктами, що стало продовженням попередньої практики, за якою раби могли продавати надлишки і залишати гроші собі. Однак поява самостійних селян загрожувала політичній владі плантаторів, оскільки підривала їхнє майже монопольне становище в економіці колонії.
Звільнення рабів також призвело до появи в Гаяні нових етнічних і культурних груп. Відхід з плантацій цукрової тростини негрів призвів до нестачі робочої сили. Після невдалих спроб протягом XIX століття залучити до робіт португальців з Мадейри, власникам помість знову знадобилися працівники. Португальці воліли замість роботи на плантаціях зайняти інші економічні ніші, переважно, в роздрібній торгівлі, де вони конкурували з новоутвореним середнім класом афро-гаянців. А на плантації з 1853 по 1914 роки було завезено близько 14 000 китайських працівників. Але вони наслідували приклад португальців, перемкнулися з сільського господарства на торгівлю, асимілювалися з гаянським населенням.
Британська адміністрація, турбуючись про потенційно звуження цукрового сектора економіки, як і їхні колеги в сусідній Голландської Гвіані, почали залучати на низькооплачувані роботи індійців. З ними укладалися довгострокові договори, по закінченні дії яких працівник повинен був повернутися на батьківщину в Індію з заробленими на цукрових плантаціях грошима. Це дозволило полегшити ситуацію з робочою силою, але додало в гаянську спільноту ще одну етнічну групу, оскільки багато з індійців залишилися тут.

## Політичне і соціальне пробудження

### Британська Гвіана в XIX столітті
Закони Британської Гвіани давали переваги білим плантаторам. Їх політична влада ґрунтувалася на рішеннях Політичного суду і двох юридичних судів, утворених наприкінці XVIII століття ще при пануванні голландців. Політичний суд виконував роль як законодавчого, так і виконавчого органу влади, до нього входили губернатор, три представники колоніальної адміністрації і чотири колоністи. Головував у Політичному суді губернатор. Два інших суди виконували роль судової влади, вирішуючи такі питання, як ліцензування і призначення цивільних службовців, а також розгляд різних прохань.
Контрольовані плантаторами, ці органи влади утворювали центр управління Британською Гвіаною. Колоністи, що призначалися в суди, визначалися губернатором за списком, наданим двома виборчими колегіями. Сім членів колегії виборників, у свою чергу, обиралися довічно з числа плантаторів, які володіли більш ніж 25 рабами. Хоча можливості колегій обмежувалися підбором кандидатур для призначення в суди, вони проводили серед плантаторів активну політичну агітацію.
Підвищення і розподіл доходів були відповідальністю Зведеного суду, в який призначалися члени Політичного суду і шість фінансових представників, запропонованих колегією виборників. 1855 року водний суд також отримав право встановлювати розмір винагороди цивільним службовцям. В результаті цей орган став центром інтриг, які періодично призводили до протистояння губернатора і плантаторів.
Інші гаянці стали вимагати представництва своїх інтересів у XIX столітті. До кінця 1880-х років тиск нового афро-гаянського середнього класу вимагав проведення політичної реформи. Зокрема, лунали заклики перетворити Політичний суд в асамблею, що складається з 10 обираних членів, одночасно скасувавши колегію вибірників і спростивши систему виборів. Плантатори на чолі з великим землевласником Генрі Девсоном, чинили опір реформі. Їм вдалося знайти союзників у Лондоні в особі Комітету Вест-Індії і West India Association of Glasgow, головами яких були власники власності у Вест-Індії, які мали основні активи в Британській Гвіані.
У 1891 році була проведена ревізія основних законів, в результаті якої були враховані деякі вимоги реформаторів. Скасування колегії виборників відібрало політичну владу у плантаторів, а виборчий ценз став нижчим. Одночасно Політичний суд був розширений до 16 членів: вісім з них призначалися, інші вісім — обиралися. Зведений суд залишився в дії, як і раніше, включаючи членів Політичного суду і шість фінансових представників, які також стали обираними. Щоб попередити зміщення владних повноважень у бік обираних представників, головою Політичного суду залишився губернатор. Виконавчі функції Політичного суду були передані Виконавчій раді, в якій домінували губернатор і плантатори. Реформатори вважали зміни 1891 року великим розчаруванням. Попри зміни, в 1892 році склад Зведеного суду виявився практично таким самим, як і раніше.
Три наступні десятиліття принесли кілька невеликих змін. 1897 року на виборах було введено таємне голосування. 1909 року було змінено вимоги до виборців і вперше більшість тих, хто має право голосувати, склали чорношкірі гаянці.
Політичні зміни супроводжувалися соціальними, різні етнічні групи боролися за посилення свого впливу. Британці і голландці відмовлялися визнавати португальців рівними собі, вважаючи їх чужинцями і уражаючи в правах, особливо виборчих. Політичні тертя призвели до утворення португальської Асоціації реформ. Після антипортугальських виступів у 1898 році португальці усвідомили необхідність співпраці з іншими групами гаянського населення, ураженими у виборчих правах, зокрема, з афро-гаянцями. До початку XX століття політичні організації, включно з Асоціацією реформ і Реформаторським клубом стали вимагати більшої участі у справах колонії. Ці організації були інструментом дії представників невеликого середнього класу. Хоча середній клас симпатизував робітникам, їх навряд чи можна було називати представниками національного або соціального руху Гаяни. Робочий клас Гаяни, як правило, вважав за краще висловлювати своє невдоволення у вигляді заворушень.

### Політичні і соціальні зміни на початку XX століття
У 1905 році Британську Гвіану потрясли Руімвельдтські бунти. Тяжкість цих виступів стала відповіддю робочих на поширене невдоволення життєвим рівнем. Заворушення почалися в листопаді 1905 року, коли джорджтаунські вантажники почали страйк, вимагаючи збільшення заробітної плати. Конфронтація розросталася, інші робітники проявили солідарність, і в колонії вперше склався союз робітників і селян. 30 листопада натовпи людей заповнили вулиці Джорджтауна, а до 1 грудня 1905 року, названого Чорною п'ятницею, ситуація вийшла з-під контролю. На плантації Руімвельдт, що знаходиться поруч з Джорджтауном, величезний натовп носильників відмовився підкоритися наказу поліції під загрозою розгортання артилерії. Колоніальна адміністрація наказала відкрити вогонь, четверо працівників отримали серйозні поранення.
Звістка про стрілянину швидко поширилася Джорджтауном, і агресивно налаштована юрба почала громити місто, захопивши кілька будівель. До кінця дня загинуло семеро і 17 людей було важко поранено. Запанікувавши, адміністрація звернулася по допомогу в метрополію. Британія направила війська, які заспокоїли ситуацію. Попри те, що страйкарям не вдалося досягти своїх цілей, бунти посіяли насіння, з яких згодом народився профспілковий рух.
Попри те, що Перша світова війна розгорталася далеко від кордонів Британської Гвіани, вона вплинула і на місцеву спільноту. Афро-гаянці, що вступили в ряди британської армії, стали ядром чорношкірого населення після повернення з фронту. Також війна поклала край використанню на плантаціях робітників з Індії. Британія, побоюючись політичної нестабільності та виступів індійських націоналістів, які вважали подібні робочі договори кабальними, оголосила в 1917 році таку форму зайнятості незаконною.
В останні роки Першої світової війни в Британській Гвіані було сформовано першу профспілку. Трудовий союз Британської Гвіани (BGLU) з'явився в 1917 році, очолив його Х. Н. Крітчлоу. Сформований для протистояння широкій опозиції з боку бізнесу, спочатку він переважно представляв чорношкірих докерів. До 1920 року в профспілці перебувало близько 13000 осіб, і в 1921 році він отримав законний статус згідно з новою постановою про трудові спілки.
Після Першої світової війни групи, об'єднані за економічними інтересами, стали протистояти Зведеному суду. Економіка колонії зменшила залежність від експорту цукру і збільшила від експорту рису і бокситів, представники цих галузей промисловості виявляли невдоволення тривалим домінуванням плантаторів у Зведеному суді. Плантатори, в свою чергу, відчували труднощі через зниження цін на цукор і вимагали збільшити витрати на іригаційні програми.
Щоб припинити суперечки, що ведуть до паралічу законодавчої влади, в 1928 році Міністерство у справах колоній оголосило про введення нового основного закону, що перетворює Британську Гвіану на типову колонію, в якій влада зосереджувалася в руках губернатора, який призначається з Лондона. Політичний суд і Зведений суд були замінені Законодавчою радою, у якому більшість становили представники, що призначаються. Для середнього і робітничого класу ці зміни означали крок назад і перемогу плантаторів. Використання впливу на губернатора замість публічної політики перетворилося в головну проблему будь-якої політичної кампанії.
Велика депресія 1930-х років принесла труднощі в усі сегменти економіки Британської Гвіани. Всі експортні товари: цукор, рис, боксити — зазнали зниження ціни, почалося безробіття. Як і раніше, в цей час робочий клас знову відчув недостатнє представництво, і до середини 1930-х років Британська Гвіана позначалася як місце заворушень серед робітників і проявів насильства. Після бунтів, що прокотилися по всій Британській Вест-Індії, було утворено королівську комісію на чолі з лордом Мойном, якій належало визначити причини виступів і запропонувати рекомендації щодо виправлення ситуації.
У Британській Гвіані комісія Мойна опитала широке коло громадян, зокрема членів профспілок, афро-гаянців і представників індійської спільноти. Комісія відзначила глибоке розходження між чорношкірими гаянцями і гаянцями індійського походження. Індійці, найбільша група, переважно складалася з сільськогосподарських робітників, які вирощували рис, і торговців; вони дотримувались традиційного укладу життя і в політичному житті участі не брали. Чорношкірі гаянці здебільшого належали до міського робітничого класу або до шахтарів, що добували боксити; вони прийняли європейську культурну традицію і домінували в політичному житті. Щоб збалансувати представництво різних груп, комісія Мойна рекомендувала провести демократичні перетворення, а також економічні й соціальні реформи.
Доповідь комісії Мойна в 1938 році став поворотним пунктом в історії Британської Гвіани. Комісія пропонувала наділити правом голосу жінок і осіб, які не є власниками землі, а також підтримати трудові спілки. Однак рекомендації комісії Мойна не були негайно втілені в життя, зокрема через вибух Другої світової війни.
Основні битви знову розгорталися далеко від Британської Гвіани, і цей час став у колонії періодом реформ і поліпшення національної інфраструктури. Губернатор Гордон Летем, що підтримував перетворення, в 1943 році знизив майновий ценз і зробив більшість членів Законодавчої ради обираними. В рамках програми ленд-лізу війська Сполучених Штатів побудували в колонії сучасну авіабазу (в даний час стала аеропортом імені Чедді Джагана). До закінчення Другої світової війни політична система Британської Гвіани ще більше розширилася, щоб охопити більше представників спільноти, а основу економіки став складати експорт бокситів, світова потреба в яких зросла.

## Уряди в перехідний період

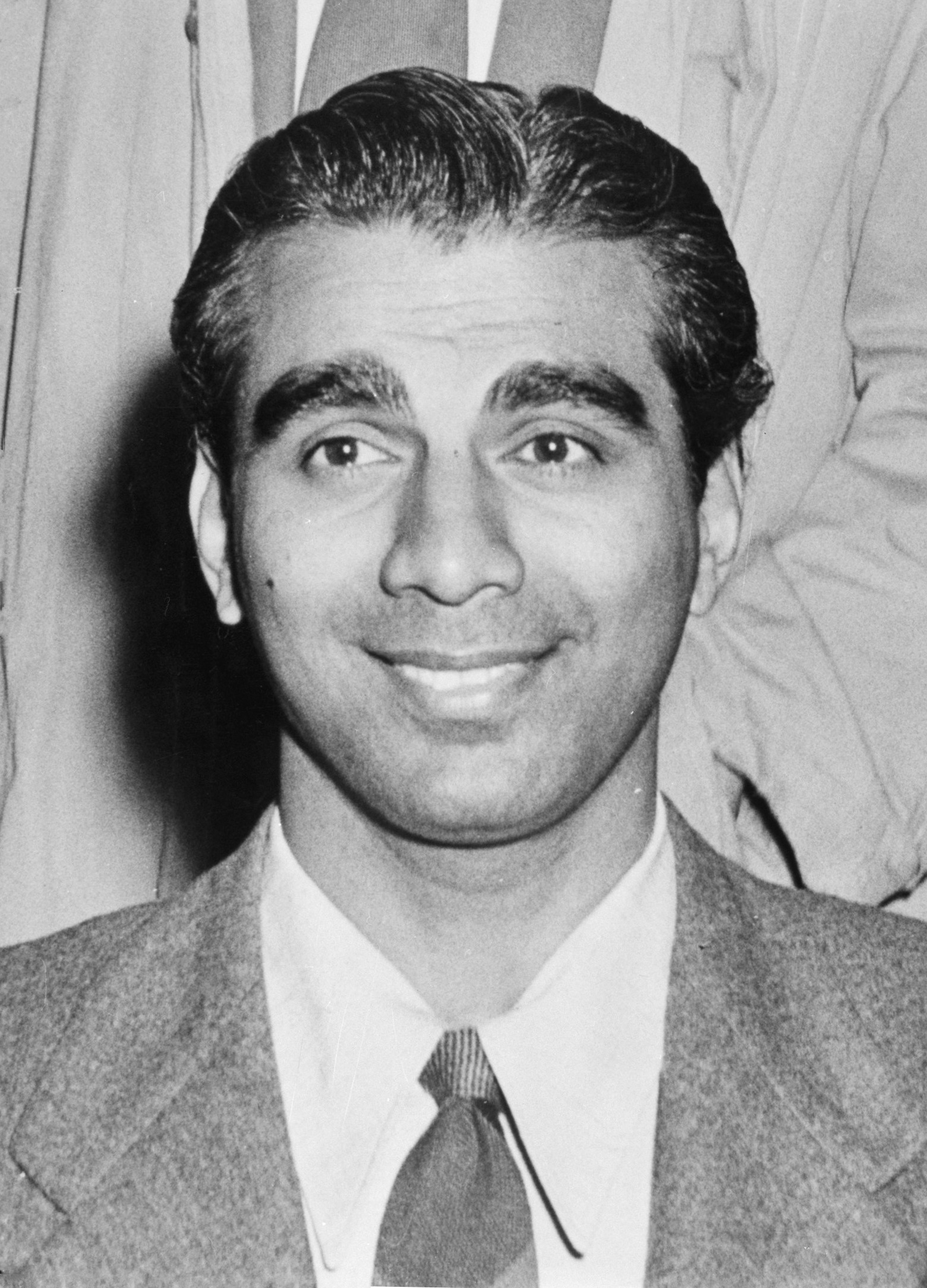
Чедді Джаган

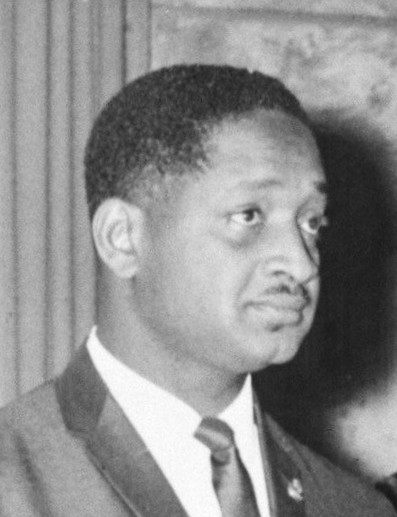
Форбс Бернем

До кінця Другої світової війни політична активність і вимоги незалежності стали зростати у всіх частинах гаянського суспільства. Після війни в Британській Гвіані були засновані головні політичні партії. 1 січня 1950 року з'явилася Народна прогресивна партія Гаяни (НППГ), яка представляла інтереси як індійської, так і африканської частини суспільства. Через внутрішній конфлікт у 1957 році ця партія розкололася, частина її членів заснували Народний національний конгрес (ННК). В ці роки також розгорнулась запекла боротьба між двома політичними лідерами: Чедді Джаганом і Форбсом Бернемом.
Першою перемогою НППГ стали муніципальні вибори 1950 року, на яких місце в одній з рад завоювала Дженет Джаган. Чедді Джаган і Бернем свої кампанії програли. Через антикапіталістичні і соціалістичні погляди НППГ викликала невдоволення колоніальної адміністрації, і в 1952 Джагану навіть було заборонено відвідувати Тринідад і Гренаду в рамках передвиборчої кампанії.
У 1950 році британська комісія рекомендувала ввести в Британській Гвіані загальне виборче право, але сконцентрувати всю владу у виконавчій гілці, яку представляв губернатор. Реформа надавала партіям можливість брати участь у національних виборах і формувати уряд, але не давала їм реальних повноважень. НППГ вважала ці зміни спрямованими проти неї.
Після прийняття нових законів, у 1953 році відбулися вибори. НППГ перемогла в більшості округів. Консервативні партії називали НППГ комуністами, але сама партія будувала свою програму на лівоцентристських поглядах, апелюючи до сильної національної самосвідомості гаянців. Серед інших партій, які брали участь у виборах, була Національно-демократична партія (НДП), яка представляла переважно афро-гаянців середнього класу і частково португальців та індійців. Разом з Об'єднаною партією робітників і селян і Об'єднаною національною партією, що мали погану організованість, НДП зазнала поразки, і з 24 місць у Законодавчому зборах 18 отримала НППГ.

### Перший уряд НППГ
Уряд НППГ проіснував недовго. Законодавча рада розпочала роботу 30 травня 1953 року. НППГ запропонувала програму посилення державного та громадського впливу в економіці і бажала швидко ввести її в дію, але зіткнулася з протидією з боку губернатора і чиновників високого рангу, які пропонували діяти поступово. Всередині намітився конфлікт через розподіл міністерських портфелів між індійцями і африканцями.
Потім партія представила Закон про трудові відносини, який спровокував конфлікт з британцями. Цей закон декларувався як спрямований на зниження тертя між профспілковими організаціями, але на ділі давав переваги Союзу промислових робітників Гаяни — Guiana Industrial Workers' Union (GIWU), — пов'язаному з правлячою партією. Супротивники звинуватили НППГ у спробі захопити контроль над економічною і соціальним життям і задушити опозицію. У день ухвалення закону профоб'єднання GIWU вивело своїх членів на страйк у його підтримку. Британський уряд розцінив спробу змішати партійну політику та трудові відносини як пряму спробу порушити основні закони Британської Гвіани і зазіхнути на авторитет губернатора. На наступний день, 9 жовтня 1953 року, Лондон скасував внутрішнє самоврядування, а щоб попередити хвилювання, надіслав війська.

### Перехідний уряд
Після прямого втручання Великої Британії територією керувала тимчасова адміністрація, що складалася з невеликої групи консервативних політиків, бізнесменів і чиновників. Вона проіснувала до 1957 року. За зовнішнім порядком колоніального управління приховувався зростаючий розкол в головній політичній партії: між Джаганом і Бернемом зростала особиста неприязнь, що вилилася в різкі розбіжності. 1955 року обидва лідери сформували власні фракції всередині партії. Вони користувалися широкою, але не абсолютною, підтримкою своїх етнічних груп. Наприклад, Дж. Б. Лахмансінг, лідер індійської профспілки GIWU, підтримував Бернема, а Джаган користувався авторитетом серед африканських радикалів, таких як Сідні Кінг. У той час як партійне крило Джагана дотримувалося лівих ідеалів, крило Бернема прийняло праві, отримуючи відносне схвалення з боку західного уряду і консервативних бізнес-груп.

### Другий уряд НППГ
На виборах 1957 року, проведених згідно зі зміненим законодавством, проявилося зростаюче етнічне розмежування гаянського електорату. Британська Гвіана отримала обмежене самоврядування через Законодавчу раду, в яку 15 делегатів обиралися, 6 призначалися за списком, а решта три включалися з числа тимчасової адміністрації. Обидва крила НППГ включилися в непримиренну боротьбу за виборців, кожен з лідерів представляв себе як єдиного легітимного голову партії. Але попри це, обидві фракції користувалися популярністю.
Переконливу перемогу на виборах здобуло крило Джагана. Але хоча його фракція отримала більшість у парламенті, вона дедалі більше залежала від індійського населення, стаючи суто етнічною партією: збільшилося виділення земель під рис, посилилися профспілки в цукровій промисловості, найкращі контракти і місця в управлінні отримували індійці.
Накладення Джаганом вето на участь Британської Гвіани у Федерації Вест-Індії призвело до повної втрати підтримки з боку афро-гаянців. Джаган діяв, виходячи з інтересів індійців: становлячи більшість у Британській Гвіані, вони поступилися б цим положення африканцям, увійшовши до складу федерації.
Бернем виніс урок з поразки на виборах 1957 року: він зрозумів, що не зможе перемогти, спираючись тільки на робітничий клас. Йому були потрібні союзники в середньому класі, особливо ті афро-гаянці, що підтримували помірну Об'єднану демократичну партію. З 1957 року Бернем почав працювати над тим, щоб зберегти підтримку з боку радикальних африканців при одночасному залученні в свої прихильники представників середнього класу. Він зрозумів, що соціалізм не допоможе об'єднати ці дві групи і протистояти переконаному марксисту Джагану. Загальна ідея була знайдена на іншому об'єднавчому рівні — расі. Расовий підхід допоміг примирити представників різних класів, і в результаті був утворений Народний національний конгрес.
Після виборів 1957 року Джаган швидко зміцнив авторитет серед індійців. Відкрито висловлюючи своє захоплення Мао Цзедуном, а пізніше — Фіделем Кастро, отримавши владу, Джаган стверджував, що марксистсько-ленінські принципи повинні бути співвіднесені з місцевими реаліями. Джаган пропонував націоналізувати іноземну власність, особливо в цукровій промисловості. Британія побоювалася комуністичного перевороту, і тому губернатор стримував найрадикальніші пропозиції Джагана.

### Нова перемога НППГ і розгром
Вибори 1961 року стали гарячою сутичкою між НППГ, ННК і Об'єднаною силою (ОС) — консервативною партією, яка представляла великих бізнесменів, католицьку церкву, індійців, китайців і португальців. Вибори проходили під час чергової зміни законів, яка повертало рівень самоврядування 1953 року. Була введена двопалатна система з повністю нової Законодавчої асамблеї з 35 членів і Сенату з 13 членів, що призначаються губернатором. Також було введено посаду прем'єр-міністра, якого призначала партія, що перемогла на виборах. При сильній підтримці індійського населення НППГ знову отримала більшість — 20 місць в парламенті. 11 відійшло ННК і 4 — ОС. Прем'єр-міністром став Джаган.
Адміністрація Джагана зав'язала вкрай дружні відносини з комуністичними і лівими режимами; зокрема, Джаган не приєднався до ембарго Сполучених Штатів проти Куби. Після переговорів з кубинським революціонером Ернесто Че Геварою Куба запропонувала Британській Гвіані позики та обладнання. Крім цього, уряд Джагана підписав торговельні угоди з Угорщиною і НДР.
З 1961 по 1964 роки Джаган зіткнувся з кампанією протидії з боку ННК і ОС. Крім внутрішньої опозиції, йому довелося мати справу з Американським інститутом вільного розвитку праці (АІВРП), який вважався прикриттям для операцій ЦРУ. Різні повідомлення показують, що АІВРП, що мав бюджет 800 000 доларів США, взяв на утримання лідерів опозиції, а також навчив 11 фахівців для організації заворушень і дестабілізації обстановки. Бунти і демонстрації проти НППГ відбувалися часто, а в період з 1962 по 1963 роки свавільний натовп розгромив район Джорджтауна, завдавши шкоди на 40 млн доларів.
Щоб протистояти профспілці Manpower Citizens Association (MPCA), яка об'єднувала працівників цукрових плантацій і була пов'язана з Бернемом, НППГ організувала Guianese Agricultural Workers Union. Нова профспілка повинна була об'єднати індійців, які працюють на збиранні цукрової тростини. У відповідь MPCA негайно провів одноденний страйк, щоб підкреслити свій наявний вплив. За цим відбулася публікація НППГ Біллю про трудові відносини, майже ідентичного тому закону, що призвів до британського вторгнення в колонію в 1953 році. Сприйнятий як боротьба за вплив у ключовому трудовому секторі, він призвів до протестів у столиці. Бунти почалися 5 квітня, за ним 18 квітня відбувся загальний страйк. 9 травня губернатор був змушений оголосити надзвичайне положення. Попри це, страйк і спалахи насильства тривали до 7 липня, коли білль був відкликаний, так і не отримавши статусу закону. Щоб покласти край безладам, уряд погодився проводити консультації з представниками профспілок, перш ніж пропонувати подібні законопроєкти. Хвилювання поглибили напруженість і ворожість між двома основними етнічними групами і зробили примирення Джагана і Бернема неможливим.
Термін повноважень Джагана ще не закінчився, коли черговий раунд хвилювань робітників потряс колонію. Профспілка GIWU, що Підтримувала НППГ і зібрала у свої лави всі трудові організації, в січні 1964 року оголосила страйк працівників цукрової промисловості. Щоб підсилити ефект, колону протестувальників з глибин країни у Джорджтаун очолив сам Джаган. Ця демонстрація розпалила конфлікт з новою силою, і незабаром він вийшов з-під контролю влади. 22 травня губернатор знову оголосив надзвичайний стан. Ситуація продовжувала гіршати, і в червні губернатор взяв на себе всю повноту влади, ввів британські війська і заборонив будь-яку політичну діяльність. До кінця заворушень було вбито 160 осіб та знищено понад 1000 будинків.
У спробі знизити напруженість, політичні партії звернулися до Великої Британії з проханням змінити представництво в органах влади, зробивши його пропорційнішим. Секретар у справах колоній запропонував однопалатний парламент з 53 членів. Попри опір правлячої партії, реформи були проведені, а нові вибори призначені на жовтень 1964 року.
Як і побоювався Джаган, НППГ на виборах 1964 року зазнала поразки. Принцип «голосуй за свого» утвердився в Британській Гвіані: НППГ отримала 46 % голосів і 24 місця в новому парламенті, ННК — 40 % і 22 місця, ОЗ — 11 % і 7 місць. Соціалістична ННК і капіталістична ОС сформували коаліцію, щоб не допустити до влади НППГ. Джаган назвав результати підтасованими і відмовився скласти повноваження. Тоді була змінена конституція, яка дозволила губернатору зняти Джагана своїм рішенням. 14 грудня 1964 року прем'єр-міністром став Бернем.

### Початок правління Бернема
Після приходу Форбса Бернема до влади обстановка в колонії почала стабілізуватися. Нова коаліційна адміністрація розірвала дипломатичні зв'язки з Кубою і створила умови, що заохочують місцевих інвесторів та іноземну промисловість. Колонія прийняла відновлену допомога з боку західних країн, спрямовану на розвиток інфраструктури Британської Гвіани.

## Незалежна Гаяна

### Перші роки незалежності
У листопаді 1965 року в Лондоні пройшла конституційна конференція, яка встановила 26 травня 1966 року в якості дня проголошення незалежності країни. До моменту проголошення незалежності в країні спостерігалося економічне зростання і відносний спокій.
Незалежна Гаяна спочатку шукала способи поліпшити взаємини з сусідами. Зокрема, у грудні 1965 року країна увійшла в Карибську асоціацію вільної торгівлі. Проте відносини з Венесуелою були натягнутими. 1962 року Венесуела знову заявила про територіальні претензії на західний берег річки Ессекібо, а в 1966 році зайняла гаянську половину острова Анакоко на річці Куюні. Ще через два роки Венесуела приєднала морську ділянку біля західного узбережжя Гаяни.
Іншим викликом, з яким зіткнувся уряд незалежної Гаяни, стали виступи білих поселенців і індіанців проти центральної влади. Вони почалися в січні 1969 року з Рупунунійського повстання. У результаті заворушень у регіоні Rupununi було вбито кілька поліцейських, і регіон проголосив незалежність, попросивши про допомогу Венесуели. Війська, в лічені дні прибули з Джорджтауна, швидко поклали край хвилювань. Хоча бунт не був великим, він оголив внутрішні суперечності нової держави і маргіналізованість ролі в політичному і соціальному житті, відведеної індіанцям.

### Кооперативна республіка
Результати виборів 1968 року дозволили ННК одноосібно стати біля керма влади, відмовившись від коаліції з ОС. Партії Бернема дісталося 30 місць у парламенті, НППГ отримала 19 місць, а ОС задовольнялася чотирма. Проте багато спостерігачів вважали, що ННК вдалася до маніпуляцій і примусу. НППГ і ОС були невіддільною частиною політичного ландшафту Гаяни, але Бернем знехтував їхні інтереси, перетворюючи державну машину під потреби однієї ННК.
Після виборів 1968 року Бернем зайняв лівішу позицію і оголосив, що поведе Гаяну до соціалізму. Він посилив свої позиції за допомогою маніпуляцій, електоральної географії і політизації цивільних служб. Деякі індійці отримали посади в ННК, але переважну більшість становили гаянці африканського походження. Хоча чорношкірому середньому класу було нелегко погоджуватися з лівими програмами Бернема, ННК залишалася щитом проти індійського домінування. Підтримка африканців дозволила ННК взяти під контроль економіку і почати перетворення країни на кооперативи.
23 лютого 1970 року Гаяна оголосила себе «кооперативною республікою» і обірвала всі зв'язки з Британською монархією. Посаду генерала-губернатора було скасовано, замість неї головою держави став президент. Покращилися стосунки з Кубою, Гаяна стала учасником Руху неприєднання. У серпні 1972 року Бернем приймав у Джорджтауні Конференцію міністрів іноземних справ країн Руху неприєднання. Він використав цю можливість, щоб виступити з викривально промовою на адресу імперіалізму і підкреслити необхідність сприяння визвольному руху на півдні Африки. У середині 1970-х років Бернем також дозволив кубинським військам використовувати країну в перевалочну базу на шляху до Анголи під час громадянської війни, що розгорілася там.
На початку 1970-х років підтасовування на виборах стали кричущими. В перемогах ННК постійно були голоси закордонних виборців, у переважній більшості віддані за правлячу партію. Поліція і військові залякували індійців. Армію звинувачували в підробці виборчих бюлетенів.
Нижньою точкою в демократичному процесі вважається скасування можливості апелювати до Лондону, що відбулося після виборів 1973 року. Зосередивши всю владу в своїх руках, Бернем приступив до мобілізації народних мас на культурну революцію. Була прийнята програма національної служби, ключовими завданнями якої стало забезпечення населення Гаяни харчуванням, одягом і житлом тільки за рахунок внутрішніх ресурсів країни, без зовнішньої допомоги.
Авторитаризм уряду посилився в 1974 році, коли Бернем оголосив про керівну роль партії. Всі державні органи ставали представництвами правлячої ННК і повністю їй підпорядковувалися. Держава і ННК перетворилися в одне і те ж; цілі ННК стали цілями загальної політики.
Однак Бернему не вдалося досягти тотальної влади. В деяких межах існували опозиційні групи. Наприклад, в 1973 році був заснований Working People's Alliance (WPA). На відміну від авторитаризму Бернема, організація була мультиетнічною і включала в себе політиків та інтелектуалів, які закликали до міжрасової гармонії, вільних виборів і демократичного соціалізму. Хоча WPA офіційно став партією тільки в 1979 році, він розвивався як альтернатива і ННК Бернема, і НППГ Джагана.
У 1970-ті роки політична кар'єра Джагана продовжувала затухати. Переграний на парламентському фронті, лідер НППГ спробував змінити тактику. У квітні 1975 року НППГ припинила бойкот парламенту, а Джаган заявив, що НППГ від відмови співпрацювати і громадянської непокори переходить до критичної підтримки режиму Бернема. Незабаром після цього Джаган з'явився поруч з прем'єр-міністром Бернемом під час святкування десятиріччя незалежності Гаяни.
Але попри примирливий жест Джагана, Бернем не збирався ділитися з ним владою і продовжував посилювати свої позиції. Коли прелюдії, спрямовані на проведення нових виборів і участь НППГ в уряді були відкинуті, робочі цукрової промисловості, переважно індійці, вийшли на страйк. Страйкарі добилися успіху, а виробництво цукру неухильно знижувалася з 1976 по 1977 роки. ННК скасувала вибори 1978 року, запропонувавши замість цього референдум, який повинен був підтвердити повноваження чинного парламенту.
Липневий референдум 1978 року був зустрінутий без ентузіазму. Хоча ННК заявляло про 71 % явки і 97 % голосів на користь збереження чинного парламенту, за іншими оцінками явка склала від 10 до 14 %. Ці показники більшою мірою були отримані через бойкот референдуму НППГ, WPA і іншими опозиційними силами.

#### Джонстаунська трагедія
Влада Бернема над Гаяною стала слабшати після загибелі понад 900 осіб у Джонстауні. Це поселення було засноване Джимом Джонсом, лідером релігійної організації «Храм народів». Він і понад тисячу його послідовників переселилися в Гаяну з Сан-Франциско, щоб створити утопічну агрикультурну колонію біля містечка Порт-Каітума на північному заході країни. Уряд Гаяни вважав, що «Храм народів» поділяє їхні погляди на кооперативний соціалізм. А те, що члени організації відкрито носили зброю, показувало їх близькі зв'язки з вищими колами ННК. Скарги на лідерів громади стали причиною приїзду в Гаяну конгресмена Лео Раяна. Після кількох днів, проведених у Джонстауні, під час яких кілька членів громади оголосили про бажання її покинути, Раян і кілька з осіб, що його супроводжували, були вбиті при спробі повернутися в Джорджтаун. Після цього, за офіційною версією, побоюючись наслідків, Джонс і понад 900 членів громади вчинили масове самогубство. Це спричинило за собою пильну увагу до уряду Бернема, особливо з боку Сполучених Штатів. Проведене розслідування виявило зв'язки культу з правлячими колами Гаяни.

### Останні шість років влади Бернема
1979 рік знову став роком насильства в гаянській політиці. Частково воно було спрямоване проти WPA, що стало приводом для гучної критики уряду і особисто Бернема. Один з лідерів WPA, Волтер Родні, і кілька професорів Гаянського університету були заарештовані за звинуваченням у підпалі. Професорів незабаром звільнили, а за Родні було внесено заставу. Після цього WPA була перетворена в одну з найпомітніших опозиційних партій.
До кінця року насильство стало наростати. У жовтні був застрелений невідомим міністр освіти Вінсент Тіка. У наступному році у своїй машині був підірваний Волтер Родні. ННК негайно оголосила Родні терористом, який підірвався на власній бомбі, а його братові Дональду пред'явили звинувачення в співучасті. Але подальше розслідування виявило причетність до злочину уряду Гаяни. Родні був відомим лівим, і після його смерті погіршала репутація Бернема серед лідерів і інтелігенції в слабо розвинених країнах, які раніше закривали очі на авторитарну сутність його правління.
У 1980 році було введено в дію нову конституцію. Скасовувалася попередня посада президента, а новим президентом, наділеним верховною виконавчою владою, ставав обранець партії, що має в Національній асамблеї більшість. Першим президентом за новими правилами автоматично став Бернем, який пообіцяв провести нові вибори в кінці року. 15 грудня 1980 року ННК отримала 77 % голосів виборців і 41 місце в парламенті за результатами виборів, плюс ще десять за рішенням регіональних рад. НППГ і ОС отримали 10 та 2 місця відповідно. WPA у виборах не брав, заздалегідь припускаючи фальсифікацію результатів. Ці підозри були підтверджені делегацією іноземних спостерігачів, очолюваною британським лордом Ейвбері.
Економічна криза, з якою Гаяна зіткнулася на початку 1980-х років, помітно посилилася, її супроводжували швидка деградація громадських служб, зношеність інфраструктури та загальне зниження рівня життя. Майже щодня відбувалися відключення електрики, незадовільною стала якість води. До свідчень занепаду Гаяни додалися брак рису і цукру (обидва продукти вироблялися в країні), харчового масла і гасу. Поки що офіційна економіка перебувала в занепаді, процвітав чорний ринок.
У середині цього складного періоду Бернему потрібна була операція на горлі. 6 серпня 1985 року, перебуваючи під наглядом кубинських лікарів, перший і єдиний лідер незалежної Гаяни раптово помер. Його епоха урвалася раптово і несподівано країна вступила в нову еру.

## Правління Гойта
Попри побоювання, що країна увійде в період політичної нестабільності, передача влади пройшла гладко. Віце-президент Дезмонд Гойт зайняв пост президента і встав на чолі ННК. Перед ним стояло три основні завдання: утвердити владу всередині ННК і уряду, провести ННК через вибори 1985 року і відродити стагнуючу економіку.
Перші два завдання були вирішені легко. Новий лідер скористався внутрішньою роздробленістю ННК, щоб зміцнити свою владу. На виборах у грудні 1985 року ННК набрала 79 відсотків голосів, що забезпечило в парламенті 42 з 53 місць безпосередньо обираних депутатів. Одинадцять дісталося НППГ, два — ОС і одне — WPA. Звинувачуючи уряд у фальсифікаціях, опозиція бойкотувала муніципальні вибори 1986 року, в результаті ННК отримала всі місця на місцевому рівні.
Відновлення економіки виявилося значно складнішим завданням. Першим кроком Гойта стало збільшення частки приватного сектора, оскільки державне управління виявилося неефективним. 1988 року адміністрація Гойта зняла всі перешкоди для роботи в країні іноземних компаній.
Хоча уряд Гойта не відійшов від авторитаризму режиму Бернема повною мірою, при ньому було проведено деякі політичні реформи. Гойт заборонив голосування за кордоном, голосування за дорученням і поштою. Незалежним газетам було надано велику свободу, помітно знизився рівень переслідувань за політичними мотивами.
Щоб підтримати повернення до вільних виборів, Гаяну відвідав колишній президент США Джиммі Картер.

## Повернення Чедді Джагана
5 жовтня 1992 року вперше відбулися вибори в Національну асамблею і регіональні ради, які були визнані міжнародною спільнотою вільними і чесними. 9 жовтня Чедді Джаган, лідер НППГ, став новим президентом Гаяни, позначивши кінець африканської монополії на владу в країні. Однак голосування супроводжувалося актами насильства.
Міжнародний валютний фонд реалізував у країні програму структурного перетворення, яка призвела до зростання ВВП, але одночасно знизила реальні доходи і сильно підірвала позиції середнього класу.
Президент Джаган помер від серцевого нападу в березні 1997 року.

## Останні роки
Після смерті Чедді Джагана президентом, згідно з конституцією, став прем'єр-міністр Самуель Гайндс, а посаду прем'єр-міністра посіла вдова Джагана, Дженет Джаган. Вона була обрана новим президентом країни в ході виборів у грудні 1997 року, на яких знову перемогла НППГ. ННК намагалася оскаржити результати виборів, почавши страйк і вивівши людей на вулиці, після чого в справу втрутився комітет Карибської асоціації вільної торгівлі. 24 грудня Джанет Джаган була приведена до присяги з обіцянкою провести конституційну реформу і проводити вибори кожні три роки, однак Хойт відмовився визнавати новий уряд.
У серпні 1999 року Джанет Джаган склала з себе повноваження за станом здоров'я. Її змінив колишній міністр фінансів Бхаррат Джагдео, який всього за день до цього зайняв пост прем'єр-міністра. 19 березня 2001 року були проведені чергові вибори, на три місяці пізніше раніше запланованого терміну. Побоювання, що в країні знову почнеться насильство, привернуло увагу багатьох іноземних спостерігачів, включно з Джиммі Картером. На виборах переміг чинний президент Джагдео при явці, що склала понад 90 % виборців.
У цей час у Гаяни з'явилися розбіжності з приводу морського кордону з Суринамом через ліцензію на пошуки нафти в цьому районі, виданої Гаяною.
В грудні 2002 року помер Десмонд Хойт, і керівництво ННК перейшло до Роберта Корбіна, який погодився вступити в конструктивне протистояння з Джагдео і НППГ.
У січні 2005 року на країну обрушилися зливи, які затопили прибережні райони і знищили значну частину рисових полів і плантацій цукрової тростини. За оцінкою Економічної комісії ООН для Латинської Америки і Карибського басейну, зробленою в березні того ж року, на відновлення країні було потрібно $415 млн.
У травні 2008 року президент Бхаррат Джагдео підписав договір про створення Союзу південноамериканських націй, який незабаром був ратифікований.

## Додаткова література
- Гвиана. Гайана. Французская Гвиана. Суринам. — М. : Наука, 1969. — 248 с.
- Гэппи, Николас. В стране Ваи-Ваи. Через леса к северу от Амазонки / Пер. с англ. Л. Л. Жданова. — М. : Географгиз, 1961. — 344 с. — (Рассказы о природе).
- Норвуд, Виктор. Один в джунглях. Приключения в лесах Британской Гвианы и Бразилии / Пер. с англ. З. М. Каневского. — М. : Мысль, 1965. — 190 с. — (Рассказы о природе).
- Рэли, Волтер. Открытие Гвианы. Открытие обширной, богатой и прекрасной Гвианской империи, совершенное в году 1595 сэром У. Рели / Пер. с англ. А. Д. Дридзо. — М. : Географгиз, 1963. — 176 с.